# Hakuin Ekaku

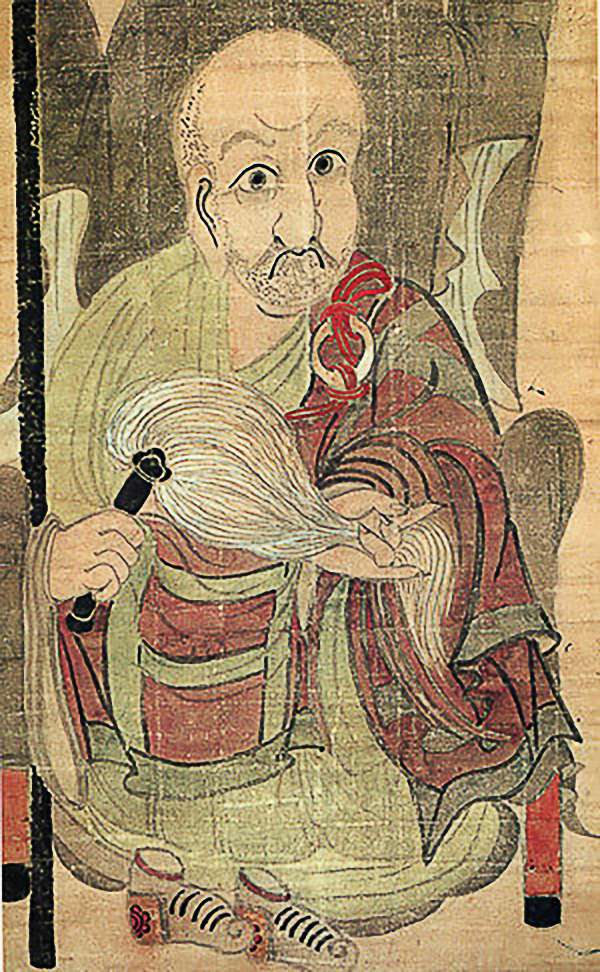
Hakuin Ekaku

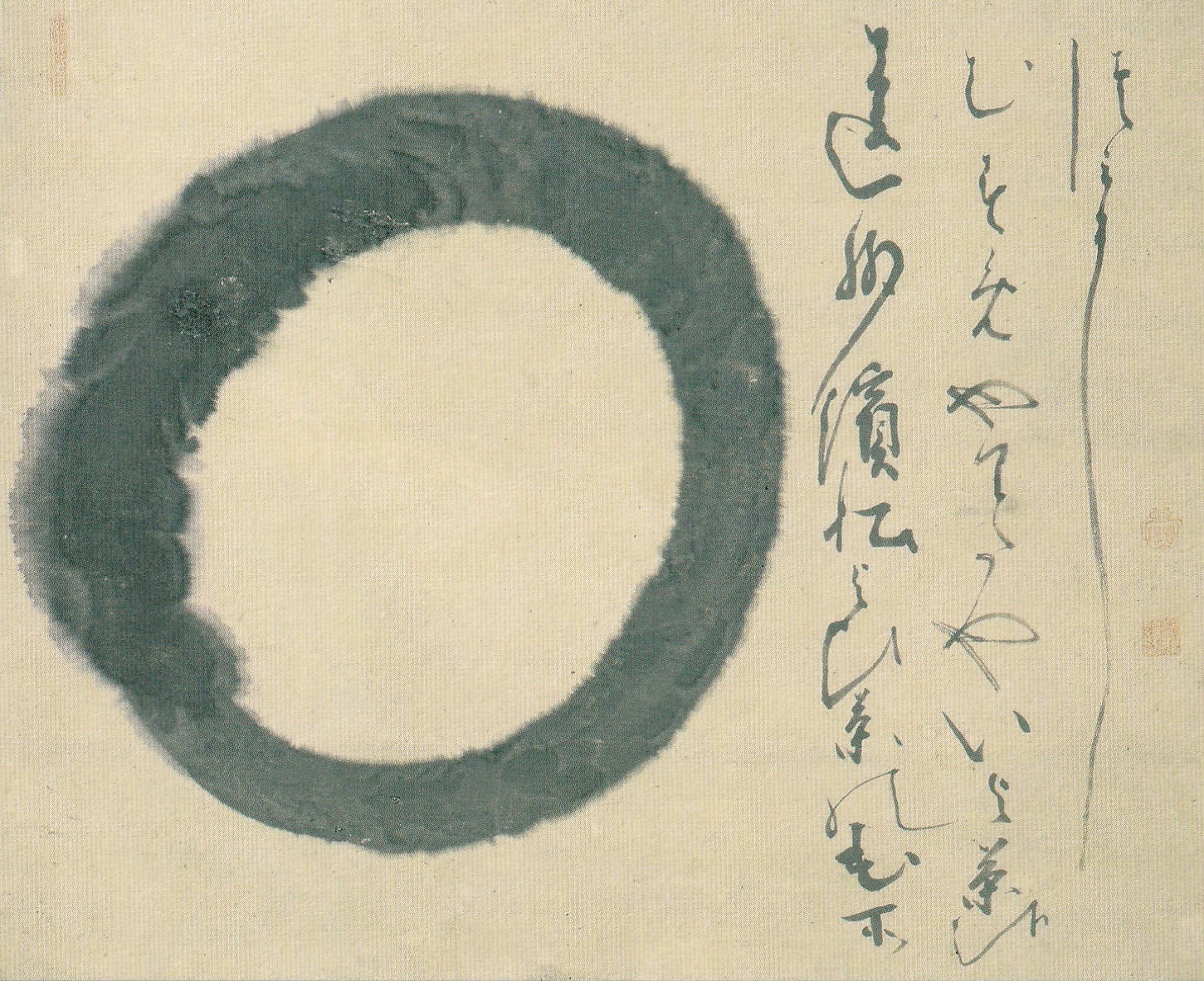
„Kreis“

Hakuin Ekaku (japanisch 白隠 慧鶴; auch Hakuin Zenji; * 1686 in der Poststation Hara (heutiges Numazu) in der Provinz Suruga; † 1769) gilt als der Vater der modernen Rinzai-shū (einer Richtung des Zen-Buddhismus). Er reformierte und erneuerte die seit dem 14. Jahrhundert allmählich verfallende Rinzai-Linie, indem er möglichst reine, d. h. einfache Praktiken lehrte und sie für einfache Laien verständlich formulierte.

## Leben und Wirken

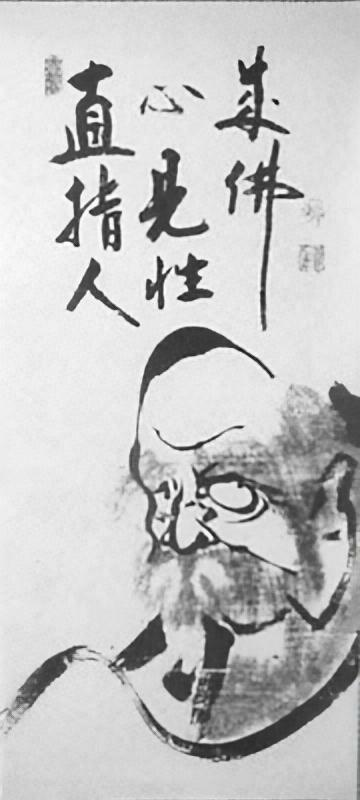
Von Hakuin erstellte Kalligrafie. Inschrift: 直指人心、見性成佛, etwa: „Erleuchtung durch direktes Aufzeigen der menschlichen Seele und Erkennen des eigenen Ichs“

Hakuin schloss sich im Alter von 15 Jahren in seinem Heimatdorf dem Tempel Shōin-ji (松蔭寺) an. Später führte er das Leben eines wandernden Mönches. Seine erste Erfahrung mit einer Erleuchtung machte er mit 24 Jahren, kurz bevor er Schüler von Shōju Rōjin (正受 老人; 1642–1721) wurde. 1716 kehrte er zum Shōin-ji zurück, wo er begann, eine immer größer werdende Schar von Schülern zu unterrichten.
Er reformierte die traditionelle Art des Zen-Unterrichts, indem er darauf bestand, dass sich jeder Schüler erst einmal in seine eigene Natur vertiefen und dann „sein Konzept des Denkens“ überwinden müsse, indem er über Kōan meditiert. Die meisten Kōan wurden von früheren chinesischen Zen-Meistern übernommen, Hakuin erfand jedoch auch eigene, darunter Sekishu onjō (隻手音声, „(was für ein) Ton (entsteht beim) Klatschen (mit) einer Hand“). Hakuins Erfolg bei der Erneuerung des Rinzai-Trainings war so groß, dass ihm bis heute alle Rinzai-Tempel folgen.
Hakuin hinterließ ein umfangreiches und bedeutendes Werk, darunter Predigten, instruierende Texte, Briefe, Gedichte und Geschichten. Im „Preisgesang des Zazen“ verdeutlicht er die grundlegende Notwendigkeit des Sitzens in Versunkenheit (Zazen) für die Verwirklichung von Erleuchtung.
Hakuin war nicht nur ein hervorragender Zen-Meister, sondern auch ein bedeutender Lehrer, Maler und Kalligraphie-Meister. Geschätzt werden insbesondere seine kräftig gestalteten Darstellungen des Mönches Daruma.